# Federico Freire
Federico Freire Pisano (Buenos Aires, 6 novembre 1990) è un calciatore argentino, centrocampista svincolato.

## Carriera

### Velez Sarsfield
Iniziò nelle giovanili del club, riuscendo così a esordire in prima squadra, come titolare, il 28 novembre 2011, in un pareggio contro il Colón. Ha militato nel Vélez Sársfield fino a giugno 2013, quando gli è scaduto il contratto ritrovandosi svincolato. Dal 2011 al 2013 ha collezionato 10 presenze nei massimi campionati argentini. Ha giocato 3 partite in Copa Libertadores.

### Catania
Il 5 luglio 2013 viene acquistato a titolo definitivo dalla società italiana del Catania.
Il 31 gennaio 2014 rescinde consensualmente il contratto con la società siciliana.

### Arsenal
Nel 2014 è stato ingaggiato per la squadra di Gustavo Alfaro. L'allenatore ha chiamato personalmente il giocatore per poter contare su di lui in Coppa Libertadores. Il 15 aprile 2014 Gustavo Alfaro è stato licenziato dal club. È stato sostituito da Martín Palermo. Poco dopo ha iniziato a giocare come titolare per questo allenatore, disputando 2 partite per il campionato locale e 6 per la Coppa Libertadores in questo modo.